# گئورگ گورگیسیان
گئورگ گورگیسیان (ارمنی: Գևորգ Գորգիսյան؛ زادهٔ ۲۳ ژانویهٔ ۱۹۸۶ در ایروان) سیاست‌مدار اهل ارمنستان است؛ که از تاریخ ۱۴ ژانویه ۲۰۱۹ نماینده دوره هفتم مجلس ملی جمهوری ارمنستان از حوزه‌های انتخابیه ناحیه‌های آجاپنیاک، آرابکیر، داوتاشن ایروان می‌باشد. وی در دانشگاه مهندسی دولتی ارمنستان تحصیل نموده‌است . میناسیان عضو حزب اتحاد راه خروج می‌باشد